# Nhà nước thất bại
Nhà nước thất bại hay còn gọi là Chỉ số thất bại hay còn gọi là chỉ số (tiếng Anh: Failed States Index viết tắt là FSI) là do Quỹ vì Hòa Bình (Fund for Peace, một Think tank độc lập với tạp chí Foreign Policy) sáng lập ra với tổng hợp 90.000 nguồn dữ liệu định lượng khác nhau (được công khai từ đầu năm đến cuối năm) của 177 quốc gia trên thế giới, để gộp thành 12 thang điểm đo từ mức độ phát triển kinh tế cho đến chỉ số về sự công bằng trong xã hội. Sau đó, tạp chí Foreign Policy công bố Bảng Xếp hạng các quốc gia được khảo sát theo FSI.
Quỹ Vì hoà bình đưa ra khái niệm chỉ số FSI nhằm để từ đó dùng phương pháp định lượng tìm ra các quốc gia thất bại.
Sở dĩ phải xác định quốc gia thất bại chủ yếu là do các quốc gia đó đang trở nên mối lo ngại cho cộng đồng quốc tế, nhất là lo ngại khi vạch chính sách ngoại giao đối với các quốc gia đó. Quốc gia có chỉ số thất bại cao nhất là nơi có nền kinh tế yếu nhất, phát triển chậm nhất, nhiều bất công nhất, v.v.. Nói đơn giản, đó là nơi mà phần lớn dân có đời sống hàng ngày rất khó khăn, xã hội bất an; người dân phải phấn đấu để sống sót từng ngày, để được một chút tự do. Đó là những hoàn cảnh căn bản tạo nên một quốc gia có nhà cầm quyền thất bại.

## Các chỉ tiêu
Có 12 chỉ tiêu (Indicator) đánh giá, gồm 4 chỉ tiêu xã hội, 2 chỉ tiêu kinh tế, 6 chỉ tiêu chính trị. Mỗi chỉ tiêu được đánh giá theo thang điểm 10; điểm càng cao tức càng thất bại, điểm càng thấp thì càng thành công. Cộng điểm của 12 chỉ tiêu này lại được tổng số điểm đánh giá mức độ thất bại, tức FSI của quốc gia đó.
Chỉ tiêu xã hội gồm: (I-1) Áp lực gia tăng số dân; (I-2) Sự di chuyển lớn dân tị nạn hoặc thu xếp nội bộ nơi ở của dân, tạo ra nguy hiểm nhân đạo; (I-3) Hậu quả của sự tồn tại các nhóm thù địch nhau hoặc các nhóm cuồng tưởng (paranoia); (I-4) Dân bỏ trốn để thoát cảnh khổ sống trong nước mình.
Chỉ tiêu kinh tế gồm: (I-5) Trình độ phát triển kinh tế không đồng đều theo các nhóm dân; (I-6) Suy thoái kinh tế nặng.
Chỉ tiêu chính trị gồm: (I-7) Mức độ tham nhũng của chính quyền; (I-8) Tình trạng suy thoái của các dịch vụ công cộng; (I-9) Sự trì hoãn hoặc độc đoán trong quá trình chấp hành luật pháp và vi phạm nhân quyền một cách phổ biến; (I-10) Sự vận hành các cơ quan an ninh "nhà nước bên trong nhà nước"; (I-11) Tình trạng bỏ ra nước ngoài của những người tài; (I-12) Sự can thiệp của các nước ngoài hoặc thế lực chính trị bên ngoài.
Trong bảng này, các quốc gia chia làm ba loại tùy theo tổng số điểm FSI: - loại Báo động (Alert), có FSI từ 90 điểm trở lên, là các nước thất bại nhất, kém ổn định nhất; - loại Cảnh giác (Warning), có FSI từ 60 đến dưới 90 điểm; - loại Vừa phải (Moderate) - 30 đến dưới 60 điểm; - loại Bền vững (Sustainable) - dưới 30 điểm, là các nước thành công, ổn định nhất. Nghĩa là tổng số điểm FSI càng nhỏ thì càng thành công, và ngược lại.
Theo thói quen, 60 quốc gia có tổng số điểm FSI cao nhất bị coi là nhóm quốc gia thất bại; các quốc gia còn lại không bị coi là thất bại.
Trong Bảng xếp hạng FSI năm 2010 có 37 nước thuộc loại Báo động. 92 nước thuộc loại Cảnh giác, 35 nước thuộc loại Vừa phải và 13 nước thuộc loại Bền vững.
Các quốc gia thất bại thường có một số đặc điểm chung, phổ biến nhất là mất sự kiểm soát thực tế lãnh thổ hoặc không thể hoàn toàn nắm được quyền lực hợp pháp sử dụng vũ lực. Tiếp theo là sự suy yếu khả năng quyết sách tập thể; không thể cung cấp cho nhân dân các dịch vụ công cộng thích hợp, không thể dùng tư cách thành viên chính thức của cộng đồng quốc tế để giao lưu với các quốc gia khác.
12 chỉ tiêu nói trên hàm chứa nhiều nhân tố của quốc gia thất bại như tham nhũng nặng; các hành vi phạm tội; không có khả năng thu thuế hoặc khả năng được nhân dân ủng hộ; có số lượng lớn người buộc phải bỏ quê nhà tha phương cầu thực; nền kinh tế suy thoái nặng; sự bất bình đẳng giữa các quần thể nhân dân; sự hãm hại nhân dân một cách có tổ chức hoặc phân biệt đối xử nghiêm trọng; sức ép dân số nặng; người tài bỏ ra nước ngoài; môi trường sống bị phá hoại nặng.
Chỉ số FSI đầu tiên được đưa ra vào năm 2005, hồi ấy chưa có ai thật sự nghiên cứu về các quốc gia thất bại một cách có phương pháp. Trong 5 năm qua, việc đưa ra FSI và bảng xếp hạng quốc gia thất bại đã tạo lập được sự quan tâm của cộng đồng quốc tế đối với nhóm quốc gia này và tăng cơ hội thảo luận giữa các nhà quyết sách ở Mỹ và trên thế giới. Chỉ số FSI khiến họ chú ý đến các quốc gia thất bại, cách đối phó với những thể chế ấy, và các "căn bệnh" đặc biệt của mỗi quốc gia có nhà cầm quyền thất bại.

## Các quốc gia

Chỉ số FSI tại các quốc gia năm 2023
Báo động rất cao (111-120)
Báo động cao (101-110)
Báo động (91-100)
Cảnh giác cao (81-90)
Cảnh giác trung bình cao (71-80)
Cảnh giác (61-70)
Ít ổn định (51-60)
Ổn định (41-50)
Rất ổn định (31-40)
Bền vững (21-30)
Rất bền vững (0-20)
Không có dữ liệu

Đứng đầu các quốc gia có chỉ số thất bại cao lại luôn thuộc về các nước châu Phi, ngược lại với chỉ số thất bại thì các quốc gia thành công nhất vẫn thuộc về châu Âu, Bắc Mĩ, Úc rồi kế đến châu Á, Nam Mĩ và Trung Đông.
Tại Việt Nam, theo báo cáo của Foreign Policy số tháng 7-8/2010 đã công bố kết quả khảo sát các quốc gia thất bại năm 2010 cho thấy Việt Nam ít có khả năng liệt vào danh sách có chỉ số thất bại, đồng nghĩa với việc Việt Nam không nằm trong Top 50 về chỉ số thất bại mà ngược lại Việt Nam còn thành công về những chính sách cải cách kinh tế, kiềm chế lạm phát, ổn định vĩ mô và chính trị, được xem là có địa vị thành công thứ 4 trong khối ASEAN. Tuy nhiên FSI cảnh báo Việt Nam rằng còn nằm trong tình trạng "Cảnh Giác" vì chỉ cần kinh tế tăng trưởng chậm hay bất ổn chính trị thì mọi thứ đó sẽ còn phụ thuộc vào chỉ số này lên hay xuống.
Năm 2011, quốc gia có số điểm thấp nhất tức quốc gia thành công nhất là Phần Lan với 19,7 điểm. Các quốc gia khác thuộc nhóm Bền vững là Na Uy, Thụy Điển, Thụy Sĩ, Đan Mạch, New Zealand, Ireland, Australia, Canada... Còn Trung Quốc nằm ở nhóm Cảnh giác, với số điểm là 80,1 điểm.
Ngoài ra còn có 20 quốc gia thất bại nhất với những hình ảnh không mấy sáng sủa. Chúng chẳng khác gì những tấm bưu thiếp gửi từ địa ngục, phản ánh một năm đầy biến động và cảnh báo nguy cơ bất ổn toàn cầu:
1. Somalia
2. Tchad
3. Sudan
4. Cộng hòa Dân chủ Congo
5. Haiti
6. Zimbabwe
7. Afghanistan
8. Trung Phi
9. Iraq
10. Bờ Biển Ngà
11. Guinée
12. Pakistan
13. Yemen
14. Nigeria
15. Niger
16. Kenya
17. Burundi
18. Myanma
19. Guinea Xích Đạo
20. Ethiopia

## Chỉ trích
Thuật ngữ "nhà nước thất bại" đã vấp phải sự chỉ trích dọc theo hai khía cạnh chính. Điều đầu tiên lập luận rằng thuật ngữ này có nghĩa là tổng quát quá nhiều, bằng cách gộp các vấn đề quản trị khác nhau giữa các quốc gia lại với nhau và không tính đến các biến cố của quản trị trong các quốc gia. Thứ hai là liên quan đến việc áp dụng chính trị của thuật ngữ này để biện minh cho các can thiệp quân sự và xây dựng nhà nước dựa trên mô hình nhà nước của phương Tây.